# Pictura bisericească a lui Gheorghe Tattarescu
 Acest articol dezvoltă secțiunea Pictura bisericească a articolului principal Gheorghe Tattarescu .
Gheorghe Tattarescu a fost considerat ca fiind un reformator în pictarea bisericilor. Direcțiile pe care a mers în inovare urmăresc în ansamblu trei capitole distincte. Primul îl reprezintă părăsirea în totalitate a obiceiului tradițional de realizare a unor scene din Vechiul Testament, abordând cu predilecție pe cele din Noul Testament, care sunt mai apropiate realităților vieții oamenilor -- Isus pe Muntele Măslinilor, Răstignirea și Nașterea. Al doilea capitol este definit de renunțarea la scenele narative ce umpleau până atunci pereții edificiilor de cult prin suprapunerea până la cinci registre o dată.
Obișnuința tradițională a unor astfel de reprezentări oboseau privirea prin succesiunea imaginilor și deconcentrau actul de rugăciune. Tattarescu a pictat adevărate tablouri murale care erau separate între ele prin spații largi folosind suprapunerea pe două rânduri sau maxim trei, atunci când pereții aveau o înălțime mai mare. Spațiile de distanțare le-a umplut cu motive decorative sau imitații de marmură. Această tehnică a fost adusă de artist din Italia și se regăsește și în cazul unor biserici din Rusia pe care le-a vizitat în perioada 1884 - 1885. A treia direcție pe care a abordat-o, a fost folosirea stilului realist și părăsirea picturii bizantine, care era caracterizată de Alexandru Xenopol de sentimentul „... de a fugi de expresia frumosului care leagă pe om de carne”. Astfel, Tattarescu a avut curajul să figureze pe pereții bisericilor chipul omului care răspunde la ideea clasică de frumusețe.

## Activitate
Gheorghe Tattarescu a fost considerat ca fiind un reformator în pictarea bisericilor. Direcțiile pe care a mers în inovare urmăresc în ansamblu trei capitole distincte. Primul îl reprezintă părăsirea în totalitate a obiceiului tradițional de realizare a unor scene din Vechiul Testament, abordând cu predilecție pe cele din Noul Testament, care sunt mai apropiate realităților vieții oamenilor -- Isus pe Muntele Măslinilor, Răstignirea și Nașterea. Al doilea capitol este definit de renunțarea la scenele narative ce umpleau până atunci pereții edificiilor de cult prin suprapunerea până la cinci registre o dată. Obișnuința tradițională a unor astfel de reprezentări oboseau privirea prin succesiunea imaginilor și deconcentrau actul de rugăciune. Tattarescu a pictat adevărate tablouri murale care erau separate între ele prin spații largi folosind suprapunerea pe două rânduri sau maxim trei, atunci când pereții aveau o înălțime mai mare. Spațiile de distanțare le-a umplut cu motive decorative sau imitații de marmură. Această tehnică a fost adusă de artist din Italia și se regăsește și în cazul unor biserici din Rusia pe care le-a vizitat în perioada 1884 - 1885. A treia direcție pe care a abordat-o, a fost folosirea stilului realist și părăsirea picturii bizantine, care era caracterizată de Alexandru Xenopol de sentimentul „... de a fugi de expresia frumosului care leagă pe om de carne”. Astfel, Tattarescu a avut curajul să figureze pe pereții bisericilor chipul omului care răspunde la ideea clasică de frumusețe. 
În perioada 1852 - 1855, Tattarescu a lucrat la pictarea bisericilor Zlătari din București, Oteteleșanu din Măgurele, Ilfov, Cetățuia din Râmnicu Vâlcea, biserica Mănăstirii Bistrița și biserica Episcopiei Râmnicului. A lucrat la cinci biserici în patru ani, pe unele le-a terminat până în 1855, altele erau în curs de definitivare. Artistul muncea singur la zugrăvirea bisericilor, ajutoarele pe care le avea lucrau doar la prepararea pereților, trasarea chenarelor sau acoperirea fondului.
Francezul Theodore Margot a adus comentarii laudative picturilor realizate de artist la Episcopia Râmnicului și la Bistrița în lucrarea intitulată O victorie în cele șaptesprezece districe ale României, antiquități și curiozități naturale, situe, orașe, monumente, date istorice, usuri și moravuri care a apărut în anul 1859 la tipografia C.A. Rosetti din București. Alexandru Lăzărescu a scris un lung poem despre picturile de la Mănăstirea Cetățuia. Poemul i l-a dat în manuscris lui Tattarescu în 18 noiembrie 1856 și a fost publicat în Albumul literar român, București, decembrie 1856 - mai 1857. Ultima strofă care a încheiat poemul este:
................................................................
Și Gheorghe Tattarescu în linii de lumină
Imaginile sacre în templu producând
Romînul Mikel-Angelo, prin arta sa divină
Redete Cetățuii renumea-i d-oare-când.
................................................................
Lăzărescu a scris și o dedicație la final „... Lui Gheorghe Tattarescu, în semn de stimă pentru frumoasa sa artă, drept omagiu pentru marele său talent, spre neuitare pentru amiciția sa, îi trimite aceasta sincerul său amic A. Lăzărescu”. Au existat numeroase astfel de mărturii documentare. Așa este și cea a starețului Roman Erei al Mănăstirii Bistrița care i-a scris artistului o lungă scrisoare în care a spus că „... încă din minutul ce v-am văzut în anul pasat, nu am avut nici pînă acum așa norocire ca să vă slujesc; nu gîndiți poate că vă laud... dar arta meșteșugului d-voastră este un ce rar. Dorința mea au fost și este să admir pe un artist ca d-voastră... faceți ca penelul din mîinile d-voastră să corespunză în secolii viitori, ca a lui Moise de Michel Angelor la Roma și alții ca d-voastră”. Similar, Alexandru Pelimon în Impresiuni de călătorie în Romînia din anul 1858, a descris picturile realizate de artist la Episcopia Râmnicului și a elogiat tabloul Renașterea României aflat în expoziția de la Colegiul Sfântul Sava, precizând că „... Romînia are mult a se făli cu acest ingenios bărbat cel ce celebră și cîntă regenerarea ei...”
Din momentul în care s-a întors de la studii din Italia până în 1858, Tattarescu s-a ocupat doar de pictura religioasă, asta și din cauza Războiului Crimeii care s-a terminat în anul 1856.  Pictura de șevalet, portretele sau scenele istorice, nu a reprezentat un punct de interes pentru comanditarii săi. Astfel, în această perioadă, artistul a devenit cel mai important pictor bisericesc din Țara Românească, el fiind asaltat de o mulțime de comenzi. Ca urmare, Tattarescu a fost preocupat să-și formeze o echipă de colaboratori care să-l ajute în munca sa. În acei ani, pictorul a început să șe gândească să-și atragă un cerc de tineri pe care să-l instruiască și să-l plătească. Urmărindu-și scopurile artistice, el și-a cumpărat în anul 1857 o casă pe actuala stradă Domnița Anastasia nr. 7 din București, actualul Muzeu Gheorghe Tattarescu, pe care o renovează și o amenajează cu un atelier de pictură și odăi în care să-și cazeze elevii.
În anul 1858, artistul a primit comanda să picteze Biserica Sfântul Spiridon din București.  A lucrat timp de doi ani pentru realizarea picturilor murale și la încheierea proiectului a trecut imediat la pictarea Bisericii Kretzulescu de pe Calea Victoriei nr. 47. Lucrarea de la Kretzulescu a realizat-o în același timp cu paraclisul de la Mănăstirea Antim și cu picturile murale de la Biserica Sfântului Luca din Brânceni, Teleorman. Astfel, Jacques Wertheimer-Ghika a concluzionat că Tattarescu a reușit să picteze la cinci biserici în decursul a doar patru ani, luînd-o în considerare și pe biserica aflată pe moșia Băleni, Dâmbovița unde a lucrat în parteneriat cu Nicolae Teodorescu. Din analizele ulterioare ale istoricilor de artă a rezultat pentru perioada 1857-1862, că artistul a pictat circa 10 biserici (vezi lista bisericilor de mai jos). În 1859 a realizat douăzeci și patru de icoane pentru biserica Episcopiei Râmnicului pe care o pictase în perioada 1854-1855. Prețul negociat pentru aceste icoane a fost doar de 216 galbeni, adica de doar 9 galbeni pentru o icoană de 28x21 cm, un preț modest prin comparație cu cele zece peisaje, mai mari, pe care le-a vândut Henric Trenk în anul 1857 pentru o sumă de 600 de galbeni.

## Comentarii critice
Datorită numeroaselor comenzi pe care le-a realizat pe tărâmul picturii religioase, Constantin I. Stăncescu a precizat că:
„... Numele D-lui Tăttărescu a devenit așa de identicu cu pictura istoriei sacre, încât de mult, de mult timp, deja rare ori se face o biserică care să nu fie opera D-lui. Acesta este dreaptă răsplată a lungilor și conșciințio-seloru sale studii în pictură bizantină (sic!) căci D-lui îi datorim mai cu semă corectarea stilului bizantin la noi... Numărul operelor D-lui Tăttărescu este atât de mare încât, dacă ar fi concentrate într-un singur loc, ar trebui o baselică ca Sf. Petru din Roma ca să le conție... A depins până acum peste 25 de biserici (în 1866, n.n.!). Nu e colțu țării pe unde să nu fi preumblatu al seu penelu...”
----- Constantin I. Stăncescu în Mișcarea artistică în România, în Atheneul Român, anul I, nr. 6-7, noiembrie - decembrie 1886

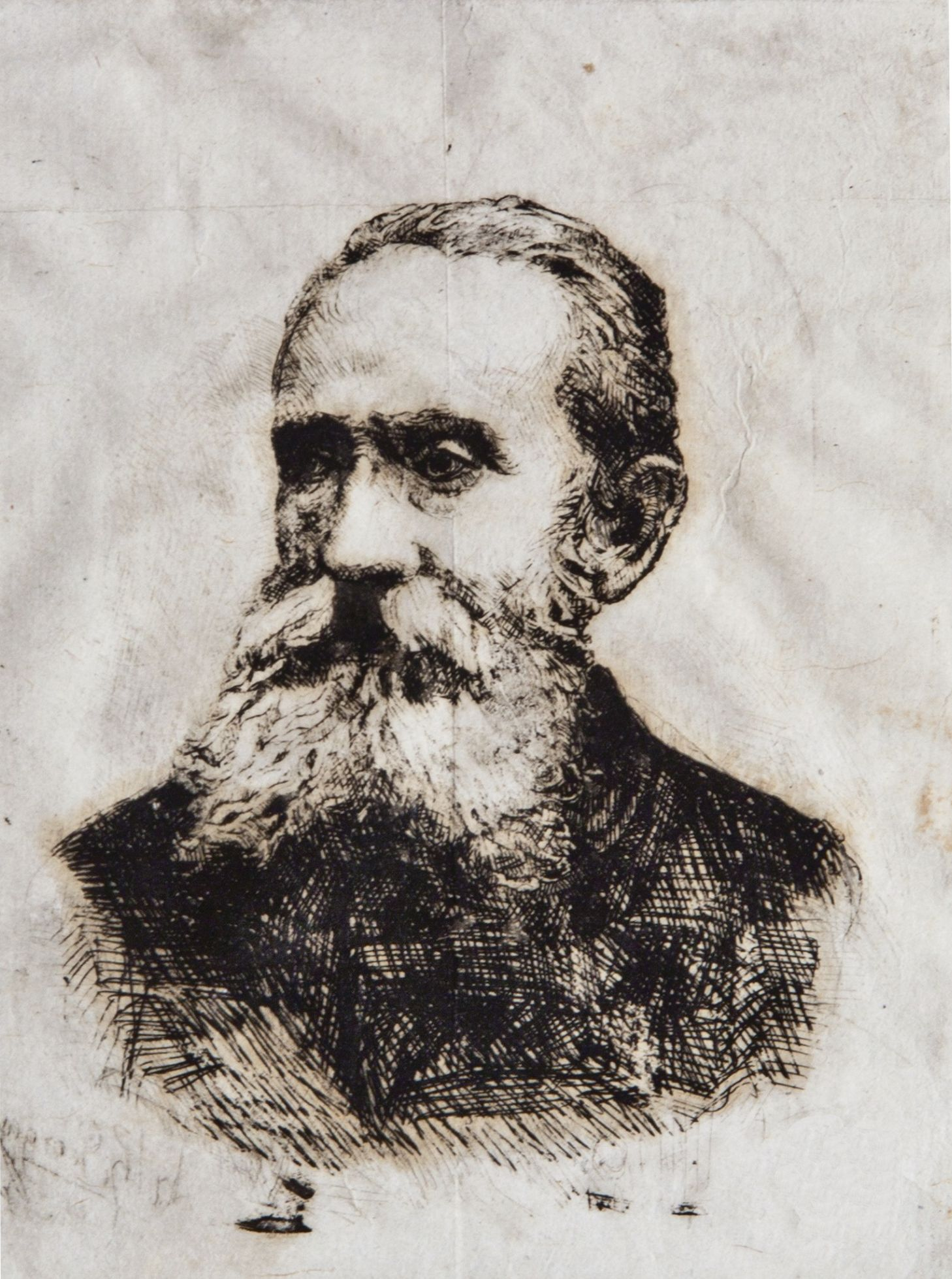
Portret Gheorghe Tattarescu - de Artur Georgescu de la Huși

Așa cum a menționat Ion Frunzetti în comentariile sale critice, Tattarescu ajunsese să se ajute atât de mult de elevii săi încât devenise la un moment dat un simplu corector de atelier, astfel numit chiar de contemporanii lui. Se ajunsese ca reprezentanții bisericilor să stipuleze în contracte cerința imperativă ca artistul să zugrăvească singur chipurile sfinților, iar elevii săi puteau zugrăvi hainele, fapt care denotă că Tattarescu nu obișnuia să picteze veșmintele. Analiza lui Frunzetti răspunde astfel la întrebarea legitimă - Cum și de ce s-a propagat stilul Tattarescu în România și cum de a reușit ca artistul să picteze un număr atât de mare de biserici într-o singură viață?
Anul 1884 a venit cu o comandă foarte importantă - realizarea picturilor murale la Mitropolia din Iași. Având vârsta de 64 de ani, artistul a hotărât să facă o deplasare de documentare în Rusia pentru ca să ia contact cu lucrările unor pictori ca Vassili Vereșciaghin, Sergey Ivanov, Kornief, Karl Bryullov. Și-a luat concediu de la Școala de Belle Arte din București și în data de 17 mai 1884 a plecat pentru o perioadă de trei săptămâni de zile. După un scurt popas la Odesa, a plecat la Kiev, apoi Moscova și destinația finala - Saint Petersburg. Revenirea în România a făcut-o prin Varșovia și Cernăuți. Artistul a mai făcut o doua excursie de documentare în anul 1895. În opinia lui Frunzetti, Tattarescu a simțit nevoia să lase posterității o operă durabilă și de aceea a dorit să se instruiască cu privire la arta decorativă rusă.
Cu toate că a studiat la Moscova și Petersburg frumoasa pictură murală rusă, stările de oboseală specifice vârstei înaintate pe care o avea și-au spus cuvântul. Ca atare, Frunzetti a considerat că Tattarescu nu a apreciat marea tradiție decorativă bisericească rusească, reprezentată de pictori cu notabilitate mondială ca Andrei Rubliov, și a apelat la mediocritatea contemporanilor ca Vereșciaghin. Revenit în țară, Tattarescu a început lucrul și a prezentat Comisiei de recepție în anul 1886 o catedrală impunătoare dar nereușită ca realizare. Cu toate acestea, faima pe care a obținut-o cu pictarea mitropoliei i-a adus numeroase comenzi până la sfârșitul vieții - la Florești (1887), la Stoicănești (1889), Huși (1890), precum și în județul Constanța unde a proliferat o concepție de artă redusă la bunele intenții și un meșteșug epigonic pe măsură. La lucrarea de la Biserica Sfântul Ilie din Craiova, Tattarescu a renunțat să-și mai îndrume elevii. Pur și simplu i-a lăsat pe Dimitrie Teodorescu și pe G. Ioan să zugrăvească biserica după planurile sale.
Faptul că Gheorghe Tattarescu a considerat că pictura în ulei pe o tencuială uscată este la fel de durabilă ca fresca (pe ud) a fost o eroare care a privat posteritatea de o mulțime de lucrări pe care acesta le-a realizat. O altă eroare ține de metodologia de pregătire a pereților. Tattarescu a executat la unele biserici unele lucrări de repictare fără ca să spele pereții și să-i cojească. Aceste procedee neefectuate au făcut ca vechile picturi în frescă să nu iasă la vedere. De aceea, Ion Frunzetti, studiind ceea ce a mai rămas, a înțeles că rolul de corector al stilului bizantin, așa cum s-a exprimat Stăncescu, a fost unul determinant și covârșitor în secolul al XIX-lea, chiar dacă a fost unul nefericit. Acestui rol corector, a opinat Frunzetti, i s-a datorat laicizarea picturii bisericești în România.
Gheorghe Tattarescu a pictat peste 50 de biserici și acest lucru i s-a părut înspăimântător istoricului George Oprescu, pentru că „... A zugrăvit nu mai puțin de cincizeci și două de biserici. Când ne gândim că decorarea unei singure capele a făcut uneori nemuritor pe un artist al Renașterii, o atare activitate ne înspăimântă și ne întristează”. Comentând opera religioasă a lui Tattarescu, Oprescu a catalogat-o a fi „... o repetiție searbădă și stereotipă a acelorași scene, cu personaje fără trup și fără formă, lipite de fondul tabloului, la care, de la un caz la altul, numai culoarea draperiilor era schimbată.”
Teodora Voinescu a ajuns la concluzia că artistul folosea șabloane și picta doar obrajii sfinților. George Oprescu a fost de părere că și cu ultima pictură murală de la Mitropolia din Iași, artistul a înregistrat un eșec, chiar dacă a încercat o înnoire a limbajului prin vizita sa de documentare în Rusia. Ca și în cazul lui Constantin Lecca, Tattarescu a crezut că pictura în ulei combinată cu un procedeu expeditiv în tempera, poate înlocui decorațiile realizate în frescă ale vechilor zugravi. El chiar a crezut, fiind de fel un om modest, așa cum credea toată lumea în epoca în care a trăit, că este cel mai mare pictor religios. Și la o analiză sumară a educației sale italiene, a conștiinței de meșteșugar onest, a credinței sale, reală dar fără un avânt anume, se poate realiza că totul a dus, în ce-l privește, la acceptarea artei linse, lucioase, banale și dulcege, pe care a adus-o de la Roma, în locul vechilor fresce uitate prin mănăstiri. Cu toată valorizarea negativă adusă de aceste critici, fără doar și poate, există în portretistica lui Tattarescu destule lucrări care pot fi admirate.

## Note

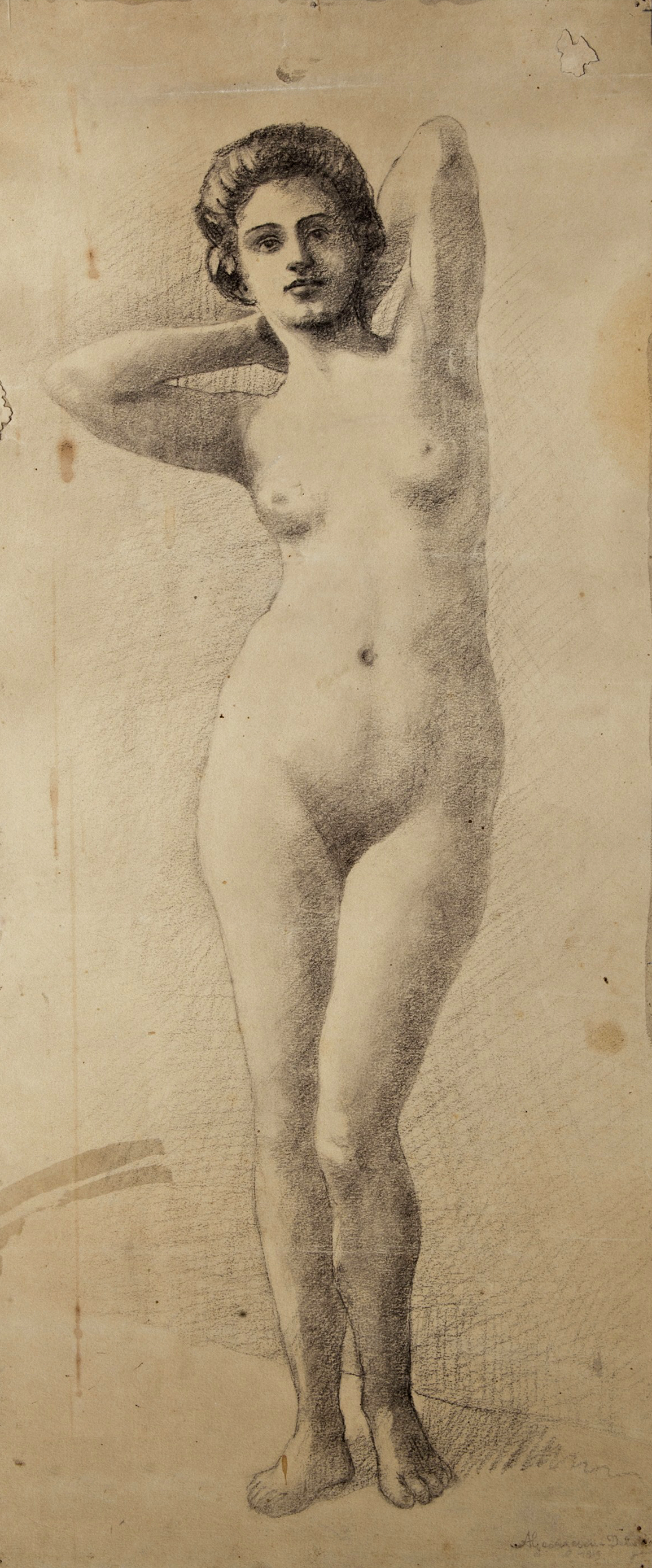
Nud de Artur Georgescu de la Huși

## Lista edificiilor pe care le-a pictat Tattarescu
| Nr. Crt. | Pictată în anul | Localitate      | A pictat                                                                 | Hramul                                                               | Ctitor                                           | Adresa                                        | Foto |
| -------- | --------------- | --------------- | ------------------------------------------------------------------------ | -------------------------------------------------------------------- | ------------------------------------------------ | --------------------------------------------- | ---- |
| 1        | 1837            | Cheia           | Icoanele împărătești ale bisericii Mănăstirii Cheia                      | Adormirea Maicii Domnului                                            | Atanasie                                         | Cheia                                         |      |
| 2        | 1844            | Rătești         | Icoanele de pe tâmpla bisericii Mănăstirii Rătești                       | Sfânta Treime                                                        | Episcopul Chesarie al Buzăului                   | satul Rătești, comuna Berca                   |      |
| 3        | 1844            | Onești          | Iconostasul bisericii din Onești                                         | Sfântul Nicolae                                                      | Alecu Ciaur Aslan                                | Aleea Paarcului nr. 7                         |      |
| 4        | 1853            | Măgurele        | Biserica Măgurele                                                        | Sfinții Împărați Constantin și Elena și Sfântul Antonie cel Mare     | familia Oteteleșanu                              | str. Călugăreni, nr. 10-12                    |      |
| 5        | 1854            | București       | Biserica Zlătari                                                         | Nașterea Maicii Domnului și Sfinții Mucenici Ciprian și Iustina      | Matei Basarab                                    | Calea Victoriei 12bis                         |      |
| 6        | 1854            | Râmnicu Vâlcea  | Biserica „Sf. Voievozi” a fostului Schit Cetățuia                        | Sfinții voievozi Mihail și Gavril                                    | Mitropolitul Teodosie                            | Str. Calea lui Traian 243A pe Dealul Cetățuia |      |
| 7        | 1855            | Râmnicu Vâlcea  | Catedrala Episcopală Râmnicul Vâlcea                                     | Sfântul Nicolae al Mirei Lichiei                                     | Sfântul Calinic de la Cernica                    | Str. Episcopiei 1                             |      |
| 8        | 1855            | Bistrița        | Biserica Mănăstirii Bistrița                                             | Adormirea Maicii Domnului                                            | Familia dinastică a Craioveștilor                | Comuna Costești                               |      |
| 9        | 1856            | Târgșoru Nou    | Biserica Sf. Voievozi                                                    | Sfinții voievozi Mihail și Gavril                                    | Egumenul Ruvim Budișteanu                        | nr. 221                                       |      |
| 10       | 1857            | Șerbănești      | Icoanele Mănăstirii Morunglavu                                           | Sfântului Apostol Matei                                              | boierul Matei Morunglavu și soția sa Maria       |                                               |      |
| 11       | 1857            | Băleni-Români   | Biserica Sf. Ioan Botezătorul din Băleni-Români                          | Sfântul Ioan Botezătorul                                             | Udrea Băleanu                                    |                                               |      |
| Nr. Crt. | Pictată în anul | Localitate      | A pictat                                                                 | Hramul                                                               | Ctitor                                           | Adresa                                        | Foto |
| 12       | 1860            | Câmpulung       | Bolnița de la Mănăstirea Negru Vodă                                      | Adormirea Maicii Domnului                                            | familia Brâncoveanu                              | Str. Negru Vodă 64                            |      |
| 13       | 1860            | București       | Paraclisul, catapeteasma și tabloul votiv ale bisericii Mănăstirii Antim | Duminica Tuturor Sfinților și Sfantul Antim                          | Antim Ivireanul                                  | Str. Regia Maria 29                           |      |
| 14       | 1860            | Brânceni        | Biserica Sfântului Luca din Brânceni                                     | Sf. Apostol și Evanghelist Luca                                      | Maiorul Anastasievici                            | Comuna Brânceni                               |      |
| 15       | 1860            | București       | Biserica Kretzulescu                                                     | Adormirea Maicii Domnului și Sfinților Arhangheli Mihail și Gavriil  | Iordache Kretzulescu                             | Calea Victoriei 45                            |      |
| 16       | 1861            | I. L. Caragiale | Biserica Mănăstirii Mărgineni                                            |                                                                      | Constantin Cantacuzino                           | Penitenciarul Mărgineni                       |      |
| 17       | 1862            |                 | Biserica Oteteleșanu                                                     |                                                                      | familia Oteteleșanu                              | Moșia Funda                                   |      |
| 18       | 1862            | București       | Biserica Mănăstirii Radu Vodă                                            | Sfânta Treime și Sfântul Nectarie Taumaturgul                        | Alexandru al II-lea Mircea                       | Str. Radu Vodă nr. 24A                        |      |
| 19       | 1862            | București       | Biserica Sfântul Spiridon Nou din București                              | Sfântul Ierarh Spiridon, Arhiepiscopul Trimitundei                   | Scarlat Ghica                                    | Calea Șerban Vodă 29                          |      |
| 20       | 1863            | Târgoviște      | Biserica Crețulescu                                                      | Adormirea Maicii Domnului                                            | logofăt Radu Crețulescu                          | Str. Crețulescu nr. 9,                        |      |
| 21       | 1864            | București       | Biserica Olteni                                                          |                                                                      | vătaful Constantin                               | Str. Olteni nr. 27                            |      |
| Nr. Crt. | Pictată în anul | Localitate      | A pictat                                                                 | Hramul                                                               | Ctitor                                           | Adresa                                        | Foto |
| 22       | 1864            | Giurgiu         | Biserica Greacă                                                          | Buna Vestire                                                         |                                                  | str. Mircea cel Bătrân nr. 10                 |      |
| 23       | 1864            | Ghighiu         | Biserica Mănăstirii Ghighiu                                              | Izvorul Tămăduirii                                                   | logofăt Coresi                                   | DN1A                                          |      |
| 24       | 1864            | Clejani         | Biserica din Clejani                                                     | Sf. Arhangheli Mihail si Gavriil                                     | maior Mișa Anastasievici                         | Str. Drumul Școlii                            |      |
| 25       | 1886            | București       | Biserica Oțetari                                                         | Sfântul Mare Mucenic Haralambie                                      | Șerban Cantacuzino                               | Str. Oțetari, nr. 4                           |      |
| 26       | 1867            | București       | Biserica Sfântul Nicolae Șelari                                          | Sfântul Ierarh Nicolae                                               | vornicul Neagoe Săcuianul                        | Str. Blănari nr. 16                           |      |
| 27       | 1868            | Lețca Nouă      | Biserica Lețca Nouă                                                      | Sfinții Împărați Constantin și Elena                                 | Mitropolit Nifon                                 |                                               |      |
| 28       | 1869            | București       | Biserica Enei                                                            | Sfântul Nicolae                                                      | Safta Brâncoveanu                                | Str. Biserica Enei 2                          |      |
| 29       | 1870            | Ciorogârla      | Biserica Mănăstirii Samurcășești                                         | Sfânta Treime                                                        | vornicul Constantin Samurcaș                     | Str. Ana Ipatescu, nr. 53                     |      |
| 30       | 1871            | Valea Boului    | Biserica Valea Boului                                                    |                                                                      | V. G. Paapa                                      |                                               |      |
| 31       | 1872            | Brăila          | Cupola bisericii grecești                                                | Buna Vestire                                                         | Comunitatea greacă                               | Calea Călărașilor nr.3                        |      |
| Nr. Crt. | Pictată în anul | Localitate      | A pictat                                                                 | Hramul                                                               | Ctitor                                           | Adresa                                        | Foto |
| 32       | 1872            | Turnu Severin   | Decorațiile Catedralei Grecescu                                          | Sfântul Ioan Botezătorul                                             | boierul Grecescu                                 | Str. Decebal 2                                |      |
| 33       | 1873            | București       | Biserica Colțea                                                          | Trei Ierarhi                                                         | Mihai Cantacuzino                                | Bd. Brătianu I. C. nr. 1                      |      |
| 34       | 1873            | București       | Biserica Albă                                                            | Sfântul Nicolae                                                      | Neagu Darvas                                     | Calea Victoriei 110                           |      |
| 35       | 1874            | Vedea           | Biserica Paraipani                                                       | Sfântul Pantelimon                                                   | Apostol Arsache                                  | Str. Arsache 254                              |      |
| 36       | 1874            | București       | Biserica Sfântul Ilie                                                    | Sfântul Ilie                                                         | Safta Brâncoveanu                                | Str. Sf. Ilie, nr. 5                          |      |
| 37       | 1875            | București       | Capela Azilului Elisabeta Doamna                                         |                                                                      | Carol Davila                                     | Șos. Panduri 90-92                            |      |
| 38       | 1877            | Slatina         | Biserica Ionașcu                                                         | Sfântul Gheorghe                                                     | Ionașcu Cupețu                                   | Str. Ionașcu, nr. 62                          |      |
| 39       | 1878            | Sinaia          | Capela general Florescu                                                  |                                                                      | Ioan Emanuel Florescu                            | Bulevardul Carol I 28                         |      |
| 40       | 1880            | Ploiești        | Biserica Sfânta Vineri                                                   | Cuvioasa Paraschiva                                                  | negustorii brașoveni din Ploiești                | Str. Neagoe Basarab nr.12                     |      |
| 41       | 1880            | București       | Capela Cimitirului Militar                                               |                                                                      |                                                  |                                               |      |
| Nr. Crt. | Pictată în anul | Localitate      | A pictat                                                                 | Hramul                                                               | Ctitor                                           | Adresa                                        | Foto |
| 42       | 1880            | București       | Cavoul familiei Pache Protopopescu de la Cimitirul Bellu                 |                                                                      |                                                  |                                               |      |
| 43       | 1880            | București       | Cavoul familiei Laptof de la Cimitirul Bellu                             |                                                                      |                                                  |                                               |      |
| 44       | 1880            | Cernica         | Cavoul Mitropolitului Nifon                                              |                                                                      |                                                  |                                               |      |
| 45       | 1882            | Urlați          | Biserica Galbenă                                                         | Sfinții voievozi Mihail și Gavril (?)                                | Stan Urlățeanu                                   | Str. Nuferilor 28                             |      |
| 46       | 1883            | Urlați          | parte din Biserica din Urlați (?)                                        | ?                                                                    |                                                  | ?                                             |      |
| 47       | 1886            | Comuna Tisău    | Icoanele Mănăstirii Ciolanu                                              | Adormirea Maicii Domnului                                            | Doamna Neaga, soția domnitorului Mihnea Turcitul | „Dealul Ciolanu”                              |      |
| 48       | 1887            | Florești        | Biserica din Florești                                                    | Sfânta Treime și Nașterea Maicii Domnului                            | Grigore Cantacuzino                              | Florești nr. 342                              |      |
| 49       | 1887            | Iași            | Catedrala Mitropolitană                                                  | Sfânta Parascheva, Întâmpinarea Domnului și Sfântul Mucenic Gheorghe | Mihail Sturza                                    | Bdul Ștefan cel Mare și Sfânt 16              |      |
| 50       | 1887            | Buzău           | Biserica Banului                                                         | Buna Vestire                                                         | Adriana Cantacuzino                              | Str. Bistriței 53                             |      |
| 51       | 1888            | București       | Biserica Negustori                                                       | Sfântul Nicolae                                                      | Nicolae Alexandru                                | Str. Ștefănescu Teodor 5                      |      |
| Nr. Crt. | Pictată în anul | Localitate      | A pictat                                                                 | Hramul                                                               | Ctitor                                           | Adresa                                        | Foto |
| 52       | 1889            | Stoicănești     | Biserica Frântăneanu                                                     | Sfinții Împărați Constantin și Elena                                 | Constantin Frântăneanu                           | Str. Bisericii                                |      |
| 53       | 1890            | Buftea          | Capela Palatului Știrbei                                                 | Sfânta Treime                                                        | Barbu Știrbei                                    | Str. Știrbei Vodă, nr. 36                     |      |
| 54       | 1890            | Huși            | Catedrala Episcopală din Huși                                            | Sfinții Apostoli Petru și Pavel                                      | Ștefan cel Mare                                  | Str. Kogălniceanu Mihail 15                   |      |
| 55       | 1892            | Craiova         | Biserica Sfântul Ilie                                                    | Sfântul Ilie                                                         | boierii Otetelișeni                              | Str. Constantin Nicolăescu Plopșor, nr. 2     |      |